# Clima României

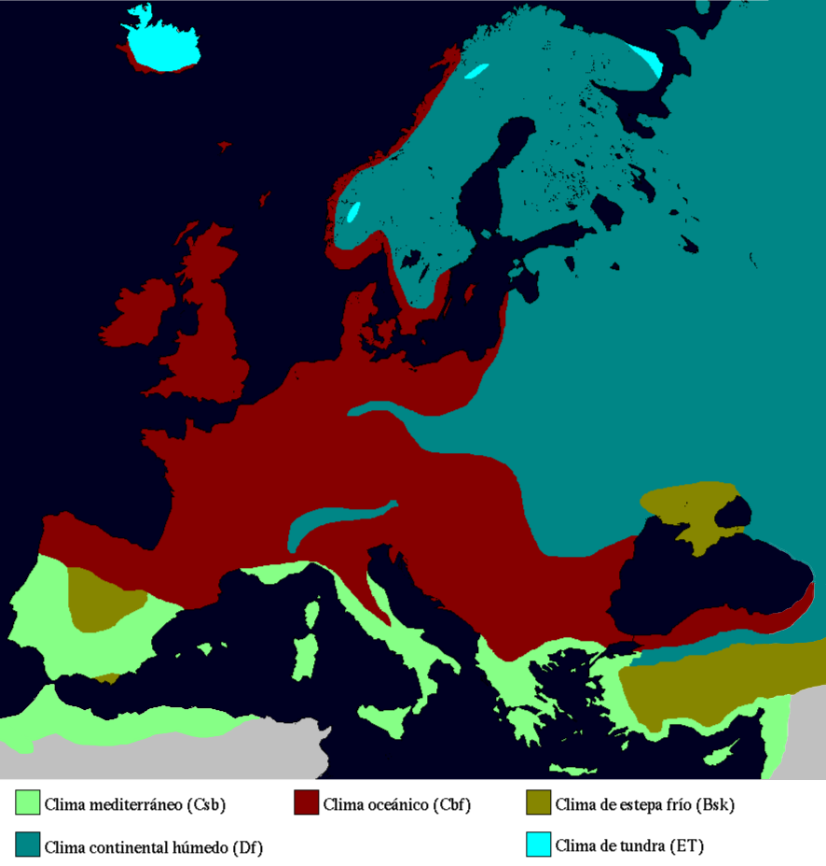
O hartă climatică a Europei.

România are o climă temperat continentală de tranziție, specifică pentru Europa centrală, cu patru anotimpuri distincte, primăvară, vară, toamnă și iarnă. Diferențele locale climatice se datorează mai mult altitudinii și latitudinii, respectiv mult mai puțin influențelor oceanice din vest, celor mediteraneene din sud-vest și celor continentale din est.

## Regimul termic
Temperaturile medii anuale scad ușor de la sud (10°-11°C) spre nord (8,5°-9°C), variație datorată atât latitudinii cât și distribuției reliefului țării. De asemenea, temperatura scade odată cu creșterea altitudinii (scade cu 6° la fiecare 1000 m).
Temperaturile maxime medii anuale oscilează între 22°C și 24°C în timpul verii, respectiv între -3°C și -5°C, în timpul iernii. Temperaturile extreme înregistrate în România au fost de -38.5°C, la Bod (județul Brașov), pe 25 ianuarie 1942, și de +44.5°C la Ion Sion (județul Brăila), pe 10 august 1951.
Media anuală a precipitațiilor, urmând scăderea treptată a influențelor oceanice și mediteraneene, scade ușor de la vest la est. Media anuală a precipitațiilor căzute (calculate pe întreg teritoriul) este de 637 mm anual, cu valori sensibil mai ridicate în zonele montane (1.000 - 1.400 mm/an, stațiunea Stâna de Vale este considerată "polul ploii din România") și progresiv mai scăzute spre est, în Bărăgan fiind de sub 500 mm/an, iar în Dobrogea și Delta Dunării coborând sub 400 mm/an. 
Vara este un anotimp extrem de călduros, care durează de la începutul lui mai la jumătatea lui septembrie în câmpiile din Sud și Vest. În sudul României există peste 40 de zile „tropicale”(cu temperaturi peste 30 de grade Celsius) și peste 90 de zile de vară (cu temperaturi peste 25 de grade Celsius). Temperatura maximă absolută din România este de 44,5 de grade Celsius, și s-a înregistrat la Ion Sion, lângă Brăila, pe 10 august 1951. Adesea, vara apar furtuni puternice cu cantități mari de precipitații. Verile din ultimii ani, datorită încălzirii globale, au devenit foarte calde și asta aduce cu sine distrugerea de culturi și livezi, tulburări comportamentale ale animalelor de curte și chiar irascibilitate în rândul oamenilor. Mai mult decât atât, zilele caniculare din miezul verii fac și victime umane. În vara anului 2017, în timpul unui cod roșu de caniculă care viza sudul țării (inclusiv Bucureștiul), 7 oameni s-au stins din cauza temperaturilor extreme, iar alte sute au avut nevoie de îngrijiri medicale.
De notat că în zonele montane din Nord și Centru vara este un anotimp temperat, cu puține zile tropicale sau de vară, și cu nopți răcoroase.
Toamna este un anotimp mai scurt, de tranziție, cu perioade lungi de uscăciune alternând cu perioade de ploi. În a II-a parte a lunii octombrie vin primele înghețuri, iar în noiembrie, de obicei în zonele montane, primele ninsori. În câmpii, acestea se manifestă adesea mai târziu decât în restul țării.
Iarna este un anotimp friguros, în care masele de aer rece venite din Est aduc temperaturi de până la -20 de grade Celsius sau chiar sub (recordul este de -38,5 grade Celsius, la Bod, lângă Brașov, înregistrat la data de 25 ianuarie 1942). Zăpada nu este abundentă comparativ cu alte state europene, atât datorită lipsei de precipitații cât și datorită creșterilor frecvente de temperatură. În Sud și Vest cu precădere, stratul de zăpadă se topește și reface de câteva ori în decursul unei ierni. În ultimii ani, încălzirea globală și producerea de gaze cu efect de seră au transformat total iernile din România. Episoadele autentice de iarnă, cu viscol și ger năprasnic s-au rărit considerabil, însă atunci când apar sunt de cele mai multe ori sunt devastatoare. Iarna 2017-2018, din pricina temperaturile extrem de ridicate, a doborât mai multe recorduri istorice. De exemplu, de Bobotează (6 ianuarie 2018) s-au înregistrat în București peste 17 grade Celsius, cea mai mare temperatură măsurată vreodată în Capitală pe data de 6 ianuarie.
Primăvara este un alt anotimp de tranziție, relativ scurt. Temperatura crește cu repeziciune, înghețurile dispărând în luna aprilie.
Temperatura medie anuală variază de la 11 grade Celsius în lunca Dunării, la 6 grade Celsius în Harghita. Temperatura medie a lunii iulie variază între 26 grade Celsius și 18 grade Celsius tot în funcție de regiune. În ianuarie, aceste temperaturi variază de la 0°C (la Băile Herculane sau la Mangalia) la -6 grade Celsius (în depresiuni).

## Regimul precipitațiilor

### Precipitațiile anuale
Precipitațiile din România sunt moderate media precipitațiilor anuale căzute pe teritoriul țării fiind de 637 mm anual. Precipitațiile anuale medii din zona de câmpie variază între 400 mm în Dobrogea, 500 mm în Câmpia Română și până la 600 mm în Câmpia de Vest. Odată cu altitudinea, precipitațiile cresc, atingând 1000 – 1200 mm/an la altitudini mai mari de 1800 m.
Un tabel cu temperaturile și precipitațiile care se întâlnesc în Timișoara

### Frecventa precipitațiilor
Se consideră „zile cu precipitații” cele în care se înregistrează cantități ≥ 1,0 mm.

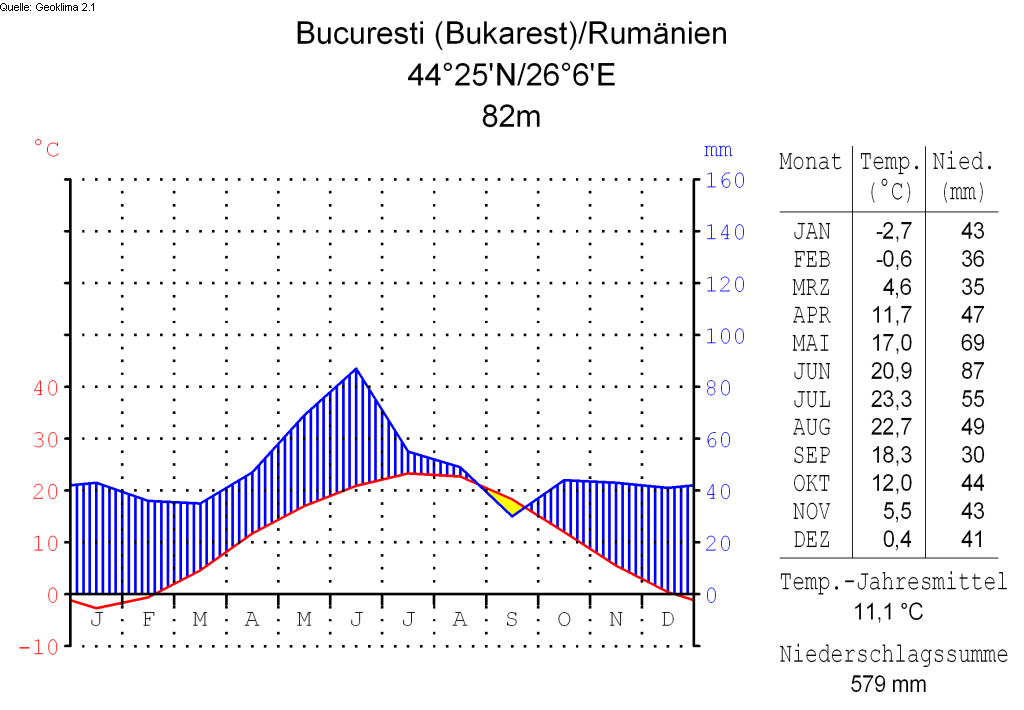
Temperaturile și precipitațiile medii anuale ale capitalei României, București

Numărul mediu anual de zile cu precipitații variază pe teritoriul țării între sub 100  și 200. Cele mai puține astfel de zile (<100) se înregistrează în estul Dobrogei și centrul Bărăganului. În regiunile de câmpie din sud, Podișul Bârladului și extremitatea vestica a Câmpiei Aradului, numărul anual de zile cu precipitații se ridică la 125 iar în Câmpia și Dealurile Vestice, Podișul Transilvaniei, în Subcarpați și Piemontul Getic, în Subcarpații Moldovei și în restul Podișului Moldovei se înregistrează până la 150 zile. Cele mai multe zile cu precipitații, peste 190, se înregistrează în zona montană și cu deosebire în grupa nordică a Carpaților Orientali, pe culmile masivelor Bihor-Vlădeasa și în Carpații Meridionali. În depresiunile intramontane și în sud-vestul Podișului Transilvaniei numărul mediu al zilelor cu precipitații este mai mic decât în zonele învecinate, însumând între 100-120.
În cursul anului, lunile septembrie și octombrie au cel mai mic număr mediu de zile cu precipitații caracterizează , iar lunile mai-iunie și decembrie cel mai mare. În multe luni din anii deosebit de ploioși, numărul maxim lunar de zile cu precipitații a însumat 16-30 de zile în regiunile muntoase, 15-25 în cele deluroase și 14-20 în cele de câmpie. În intervalul septembrie-octombrie, în iulie-august și uneori în martie-aprilie există ani în care nu s-a înregistrat nicio zi cu precipitații.

## Caracteristicile elementelor climatice

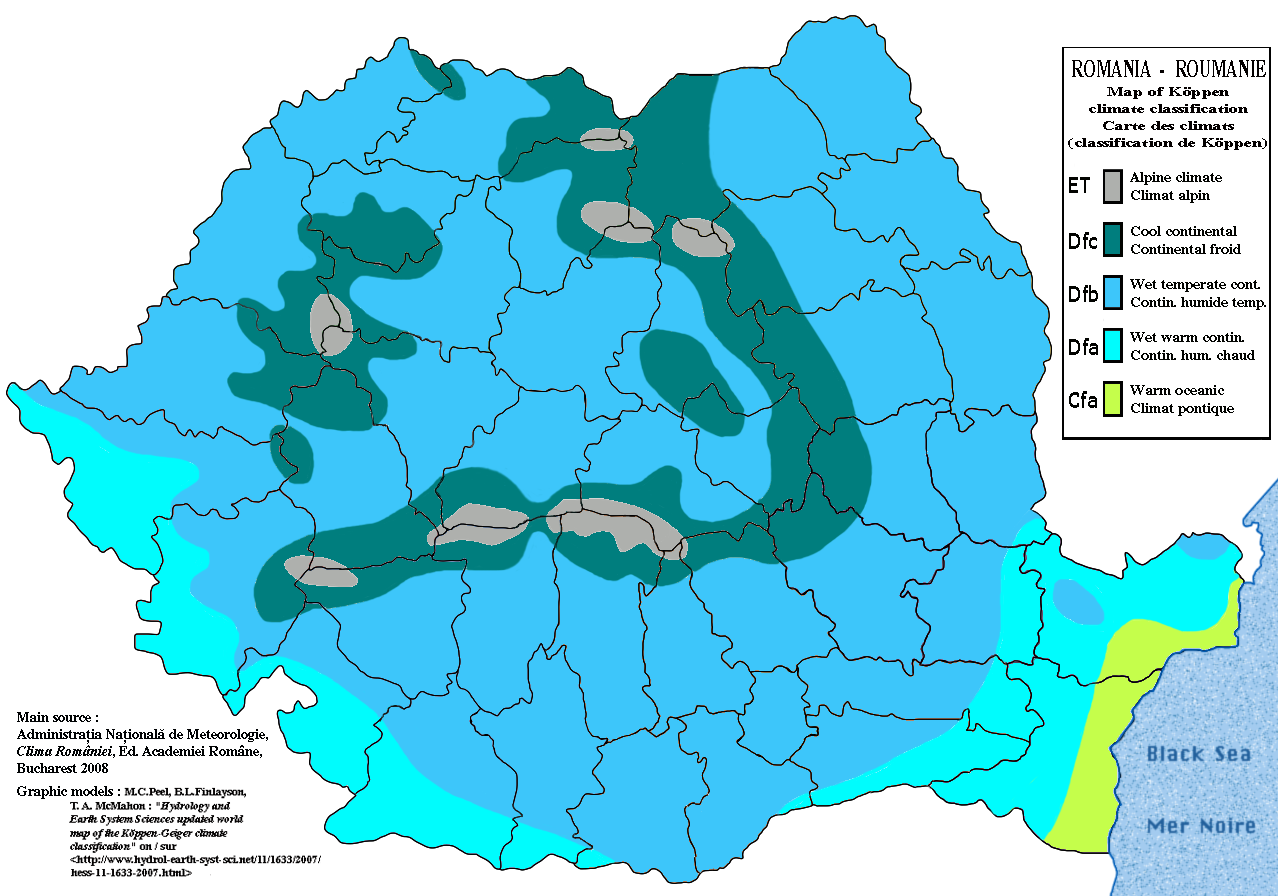
Clima României după clasificarea Köppen și după Administrația Națională de Meteorologie, Clima României, Ed. Academiei Române, București 2008

Temperatura medie anuală scade de la sud (unde este de peste 11°C în Lunca Dunării) la nord (8,5°C în nordul Podișului Moldovei) și în altitudine (ajungând la 0°C la altitudini de peste 2000 m). După valorile temperaturii medii anuale, există trei etaje termice: un etaj cald (cu valori de peste 10°C), un etaj mediu (între 10°C și 6°C) și un etaj rece (cu temperaturi mai mici de 6°C).
Precipitațiile atmosferice scad de la vest la est și cresc în altitudine. După cum rezultă din afirmația anterioară, precipitațiile cele mai scăzute se înregistrează în partea de est a țării (unde sunt sub 500 și chiar sub 400 mm/an, fenomen datorat influențelor de ariditate) și cele mai ridicate pe munții înalți (peste 1200 mm/an). În ceea ce privește vânturile existǎ o diversitate mare a mișcărilor aerului:
- iarna:
  - crivățul - foarte rece și uscat, produce geruri puternice, troienind zăpada în câmpiile din est și sud-est.
  - vânturile de vest - aduc zăpadă și ger cu preponderență în partea vestică și centrală a țării.
  - austrul - aduce aer tropical, cald, care înmoaie gerul și topește zăpezile.
- vara:
  - aer oceanic bate dinspre vest, nord-vest; este umed și aduce nori încărcați cu ploi bogate.
  - aer tropical este uscat și fierbinte; provine din regiunile sudice, creează călduri toride și secete prelungite.

Influențe climatice în România:
- influențe oceanice: în vestul țării; aduc precipitații bogate;
- influențe submediteraneene: în sud-vestul țării, cu veri calde și uscate, și ierni blânde și ploioase;
- influențe de tranziție: fac trecerea de intre influențele oceanice și cele submediteraneene;
- influențe de ariditate: în estul țării, cu veri secetoase ți ierni geroase;
- influențe scandinavo-baltice: în Grupa Nordică a Carpaților Orientali și Podișul Sucevei, cu temperaturi scăzute;
- influențe pontice: pe litoral, cu amplitudini termice mai mici.

Pe teritoriul țării predomină circulația aerului din partea de vest (vânturile de vest). Frecvent, în jumătatea estică a țării și în Câmpia Română, bate din nord-estul continentului crivățul, un vânt geros iarna și uscat vara, determinând existența unor temperaturi scăzute iarna (între -6°C și 0°C) și secete vara (peste 23°C). În anumite depresiuni submontane există vânturi cu caracter de föehn.
Temperaturile extreme au fost următoarele: temperatura maximă absolută de 44,5°C (lângă Brăila) și minima absolută de –38,5°C (lângă Brașov).